# Creion colorat

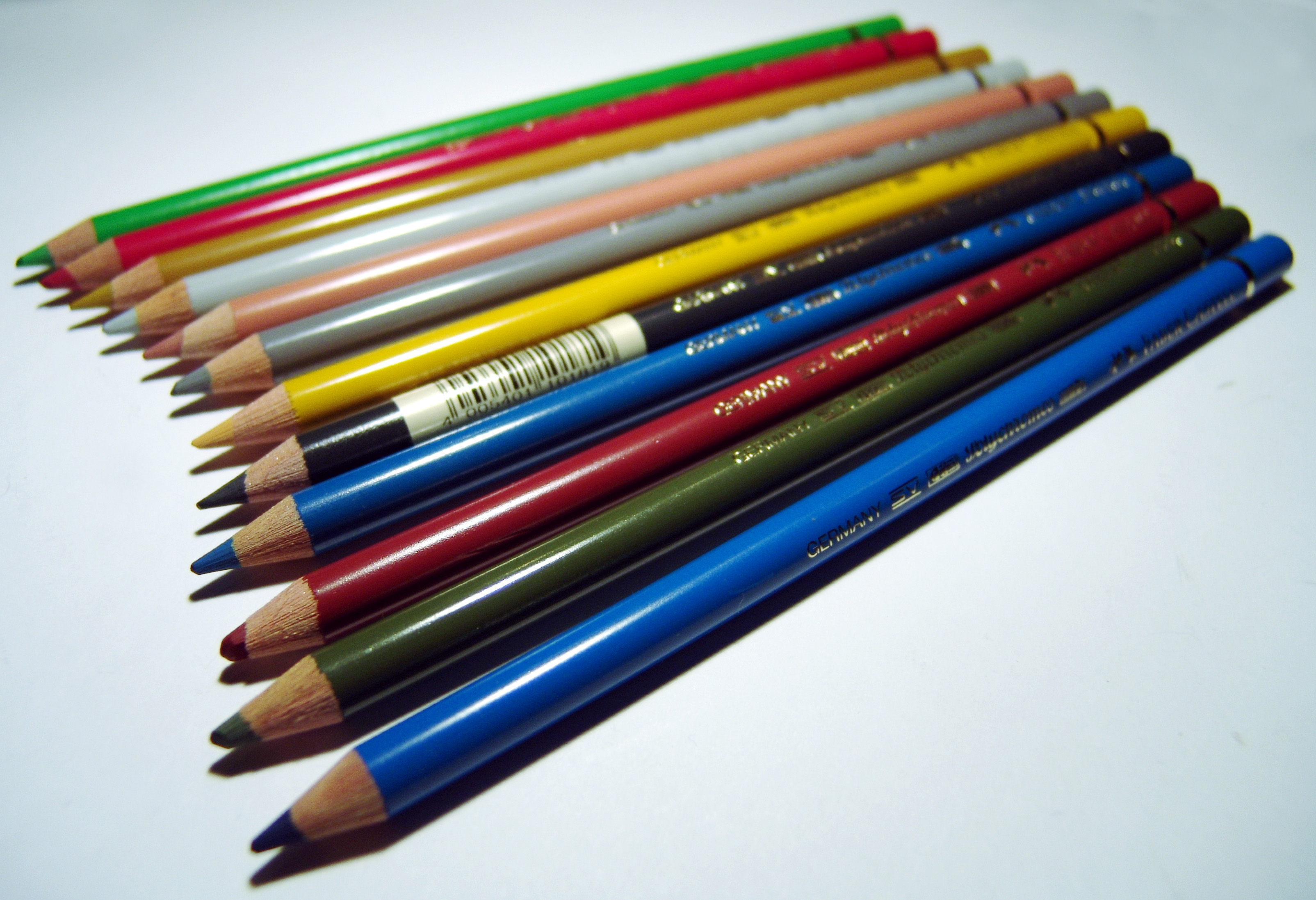
Creioane colorate

Creionul colorat este un instrument de scris și de desenat, constituit dintr-o mină pe bază de ceară sau ulei și care conține proporții diferite de pigmenți, aditivi și agenți de legare. Mina este protejată de un înveliș de lemn, plastic sau hârtie de formă hexagonală, octogonală, cilindrică sau triunghiulară în secțiune, lipit permanent de mină. Cantitatea de pigmenți, aditivi și agenți de legare influențează randamentul creionului. Când mina se consumă, ajungând ca învelișul creionului să zgârie suprafața de scriere, creionul este ascuțit cu o ascuțitoare.
Creioanele colorate sunt folosite pentru realizarea și colorarea desenelor, uneori sunt utilizate de către cadrele didactice sau editori pentru a corecta texte ori de către artiști în diferite domenii: desen, ilustrație, benzi desenate, desen tehnic ori animație.
Sunt fabricate, de asemenea, și mine colorate pentru creioanele mecanice dar acestea sunt mai puțin răspândite.

## Istoric
Medii colorate pe bază de ceară au fost utlizate încă din antichitate, datorită rezistenței lor la degradare, intensității și strălucirii culorilor și calităților lor unice de redare. Istoria creioanelor colorate este strâns legată de cea creioanelor cu mină din grafit. Din prima jumătate a secolului al XVIII-lea, producătorii de creioane au folosit tehnica de fabricare a creioanelor clasice, o bucată de grafit era introdus între două bucăți de lemn care apoi erau lipite împreună, pentru creioanele colorate. Centrele de producție ale unor astfel de creioane colorate fost Paris, Nürnberg, Augsburg, Schwabach și Potsdam. În centrele de producție de creioane din Paris și Nürnberg, producătorii au încercat să dezvolte o metodă de producere a minelor colorate cu culoare și duritate constantă, analog metodei utlizate de Nicolas-Jacques Conté sau Joseph Hardtmuth. În 1834, producătorul de creioane din Nürnberg Johann Sebastian Staedtler a reușit să producă un creion de culoarea roșie cu înveliș de lemn, care ca creioanele obișnuite putea fi ascuțit până la cele mai fine detalii, având o culoare și o duritate constantă. Johann Sebastian Staedtler a creat un procedeu pentru producerea de mine colorate, în care pigmenții erau amestecați cu aditivi, apoi măcinat de mai multe ori. Din acest amestec se modelau minele care erau presate și uscate într-un cuptor. după care erau impregnate cu ceară. De la sfârșitul anilor 1850. creioanele colorate cu înveliș de lemn, au devenit un produs industrial de serie.

## Tipuri
Creioanele colorate se pot clasifica după mai multe criterii:
1. mină
2. utilizare
3. formă
4. înveliș

### Creioanele colorate școlare

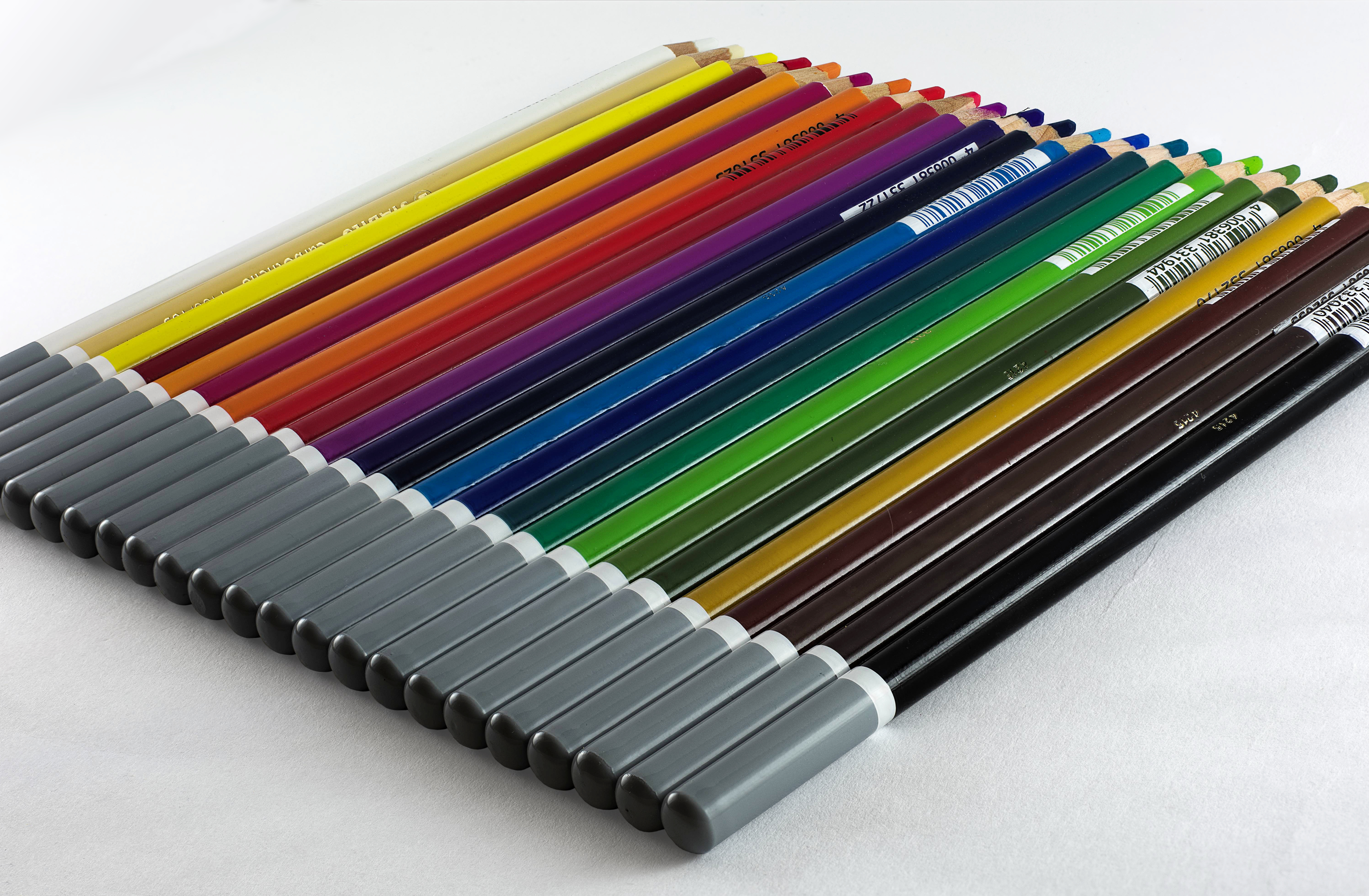
Creioane colorate școlare

Creioanele colorate școlare (creioanele colorat non-profesionale) sunt creioane destinate activităților recreative sau școlare și au o gamă de culori, adesea limitată la 8, 12, 14, 16, 24 sau 36 de culori.

### Creioanele colorate profesionale
Creioanele colorate profesionale sunt creioane destinate activităților profesionale și au o gamă mare de culori, adesea de 72 sau 120 de culori. Ele au concentrații mai mari de pigmenți decât creioanele colorate școlare și sunt, de obicei, disponibile ca creioane individuale.

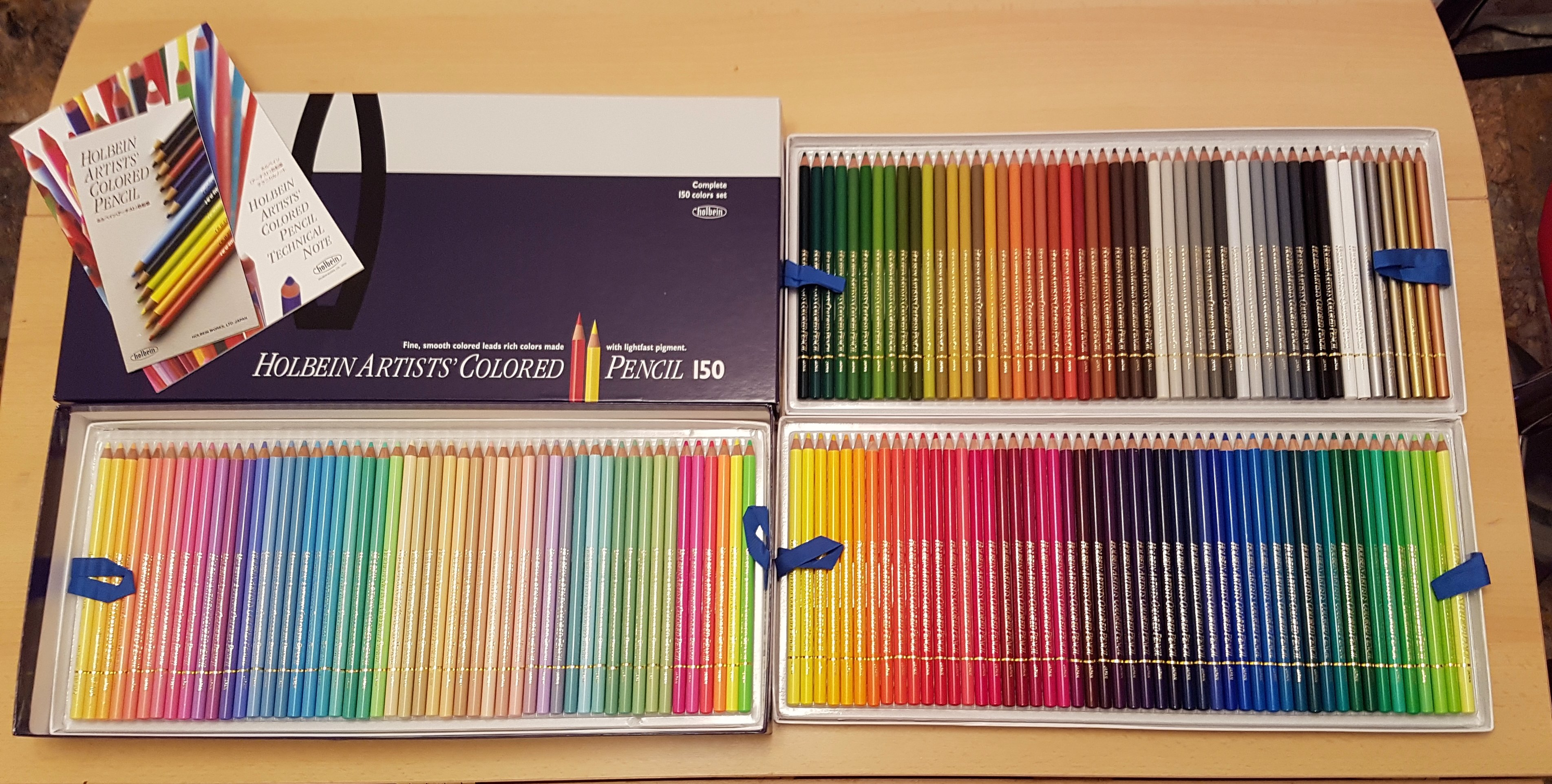
Creioane colorate profesionale

### Creioanele colorate cu mină pe bază de ceară
Creioanele colorate cu mină pe bază de ceară sunt creioane în care agentul de legare este ceara. Urmele lăsate de creioanele colorate pe bază de ceară sunt, în general, mai ușor de șters decât urmele lăsate de creioanele colorate  pe bază de ulei și mai moi. Creioanele colorate cu mină pe bază de ceară sunt propice pentru tehnicile de amestecare, stratificare și combinare. Creioanele pe bază de ceară sunt predispuse la producerea de pelicule de ceară, un proces în care ceara din culoarea aplicată se evaporă încet la suprafața desenului de-a lungul timpului, producând un strat subțire de ceară. Această peliculă de ceară poate fi ștearsă cu o cârpă umedă.
Deoarece creioanele pe bază de ceară sunt mai moi decât creioanele pe bază de ulei, minele tind să se rupă cu ușurință.

### Creioanele colorate cu mină pe bază de ulei
Creioanele colorate cu mină pe bază de ulei sunt creioane în care agentul de legare este uleiul. Mina creioanelor colorate pe bază de ulei este mai solidă decât cea a creioanelor pe bază de ceară, ceea ce le face mai puțin predispuse la rupere. Creioanele colorate cu mină pe bază de ulei sunt propice pentru tehnicile de stratificare. Urmele lăsate de creioanele colorate pe bază de ulei sunt, în general, mai greu de șters decât urmele lăsate de creioanele colorate  pe bază de ceară și tind să păteze. Creioane pe bază de ulei sunt mai puțin răspândite decât creioanele colorate pe bază de ceară și mai scumpe.

## Utlizare
Deși creioanele colorate au fost folosite cu mulți ani înainte, abia la începutul secolului al XX-lea au fost produse creioane colorate de calitate artistică. Acest lucru împreună cu descoperirea de noi tehnici și metode în domeniul artei și dezvoltarea creioanelor colorate cu mină care lasp urme rezistente la lumină a permis creioanelor colorate să concureze cu alte instrumente de desenat. Creioanele colorate pot fi folosite singure sau în combinație cu alte medii de desen.
Tehnici:
- Stratificarea Stratificarea este, de obicei, folosită în etapele inițiale ale unui desen cu creion colorat, dar poate fi folosită și pentru întregul desen. În stratificare, tonurile de culoare sunt construite treptat folosind mai multe straturi de culori primare, culorea stratificată deasupra modifică aspectul culorii de dedesubt. Desenele în straturi expun de obicei fibrele hârtiei și sunt caracterizate printr-un finisaj granulat, neclar.[17][15]
- Lustruirea Lustruirea este o tehnică de amestecare în care un creion de hârtie, o estompă sau un creion de culoare deschisă este aplicat ferm pe un desen deja stratificat. Acest lucru produce o suprafață strălucitoare de culori amestecate care pătrunde adânc în granulația hârtiei.[18][14]
- Înăsprirea Înăsprirea este o tehnică care creează suprafețe texturate prin plasarea unei bucăți de hârtie aspră sub hârtia de desen. Cu un obiect foarte neted, hârtia de desen este frecată pentru a lăsa adâncituri pe hârtie. Apoi se desenează folosind creioane colorate și textura este scoasă în evidență.[19]
- Fuzionarea culorilor Fuzionarea culorilor permite amestecarea culorilor, cu ușurință într-o singură culoare, folosind solvenți și creion de hârtie ori estompa.[20][15]

## Fabricare

### Procesul de fabricare
Mina creionului este un amestec de grafit măcinat fin și pulbere de argilă îmreună cu pigmenți, aditivi și agenți de legare. Creioanele colorate se fabrică în același mod ca și creioanele de grafit, cu excepția faptului că minele nu sunt călite într-un cuptor, deoarece acest lucru ar modifica culoarea pigmenților sau a coloranților.

### Producători
| - ACCO Brands Corporation Marca Derwent - ADACONI SRL Marca DACO - Adel Kalemcilik Ticaret ve Sanayi A.S. Mărcile Adel și Faber-Castell - Brevillier Urban & Sachs GmbH & Co KG Marca Cretacolor - California Cedar Products Company Marca Blackwing - Caran d'Ache - CI Pencils - Colart Marca Winsor & Newton - Crayola - DOMS Industries Pvt. Ltd. Mărcile DOMS, Daler-Rowney, Giotto și Lyra - DONG-A - Faber-Castell AG Mărcile EBERHARD FABER și Faber-Castell - FACTIS S.A. Marca MILAN - Fatih - F.I.L.A. Group Mărcile Daler-Rowney, Giotto și Lyra - General Pencil Company Inc. Mărcile General’s, Kimberly și Primo | - Hindustan Pencils Marca Nataraj - ICO - Indus Pencil Industries Pvt. Ltd. Marca Deer - Koh-i-Noor - LaRose Industries, LLC Marca Cra-Z-Art - Maped - Mark Industries Marca mercury - Monami - Musgrave - Newell Brands Mărcile Berol și Prismacolor - SAKURA - Schwan-STABILO Group Marca STABILO - Scriva - Shahsons Private Limited Marca Goldfish - Société Bic S.A. Mărcile Bic și Conté - Staedtler - TOZ Penkala - TreeSmart - Viarco |